# Ernesto Pascale
Ernesto Pascale (Roma, 1934 – Roma, 14 giugno 2005) è stato un manager e pittore italiano.

## Biografia
Laureato in Legge nel 1957, ha iniziato a lavorare in STET già durante gli studi universitari. Divenne amministratore delegato di Italcable nel 1983. Nel 1991 divenne amministratore delegato di SIP, sotto di lui divenuta Telecom Italia nel 1995, ed infine, sempre nel 1994, divenne amministratore delegato della capogruppo STET. 
È ricordato soprattutto per essere stato il promotore del Progetto Socrate, progetto del cablaggio in fibra ottica della penisola: il progetto fu annunciato nel 1995 e si concluse bruscamente nel 1997, anno in cui Pascale lasciò la Sip, che con effetto dal 27 luglio 1994 era diventata Telecom Italia assorbendo Telespazio e la citata Italcable.
Nella vita privata è stato appassionato di pittura e pittore egli stesso sotto lo pseudonimo di "Paracelso".